# Diadem-Klasse
Die von 1895 bis 1903 gebauten acht Kreuzer der Diadem-Klasse waren die letzten „Kreuzer 1. Klasse“ der Royal Navy, die als Geschützte Kreuzer gebaut wurden. Nach ihnen wurden die „Kreuzer 1. Klasse“ als Panzerkreuzer gebaut.
Die Niobe wurde 1910 eines der ersten Schiffe der neugegründeten kanadischen Marine. Bei Kriegsbeginn galten die Kreuzer als veraltet und zu schwach bewaffnet. Sie dienten als Schulschiffe und nur drei wurden beim 9. Kreuzergeschwader wieder in den aktiven Dienst genommen.
Der einzige Kriegsverlust der Klasse ereignete sich am 20. Juli 1917, als ein deutsches U-Boot die inzwischen als Minenleger dienende Ariadne versenkte. Bis 1922 wurden alle Schiffe bis auf zwei Schulschiffe als total veraltet zum Abbruch verkauft. Spartiate folgte 1932, Andromeda erst 1956.

## Baugeschichte
Seit der Blake-Klasse von 1889 hatte die Royal Navy ihre „Kreuzer 1. Klasse“ als Geschützte Kreuzer beschafft. Die neuen Schiffe hatten vier große Schornsteine und wie ihre Vorgänger der Edgar- und Powerful-Klasse einen hohen Freibord. Den Kreuzern der von Sir William White entworfenen Diadem-Klasse fehlte allerdings die übliche Bewaffnung mit einem schweren Bug- und Heckgeschütz.

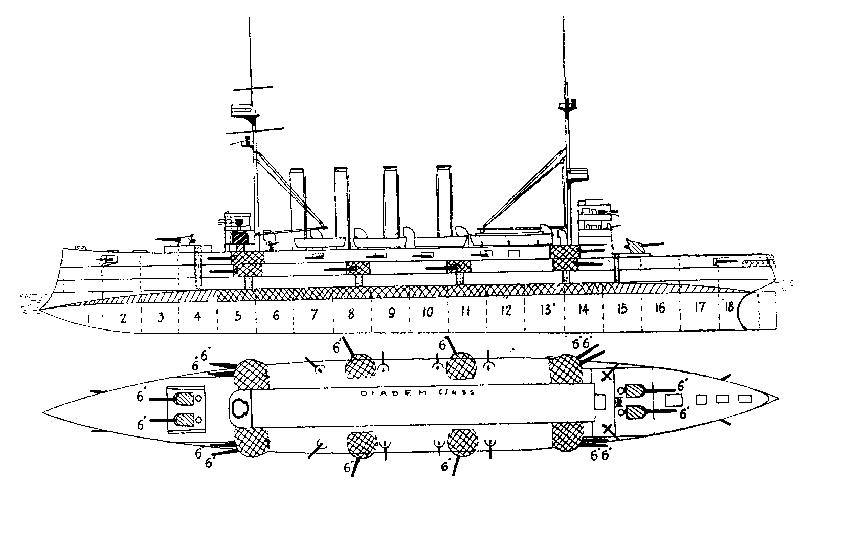
Risse der Diadem-Klasse

An Stelle dieser 234-mm-Einzeltürme hatte man je zwei 152-mm-Kanonen nebeneinander aufgestellt. Dies wurde bei den Panzerkreuzern der Monmouth-Klasse wiederholt und später als Mangel erkannt. Die übrigen zwölf 152-mm-Geschütze waren alle in Kasematten aufgestellt. An den Enden der Aufbauten wurden je zwei Kasematten übereinander eingebaut, wobei die unteren nahe der Wasserlinie waren, was auch für die Seitenkasematten der restlichen vier Geschütze galt. Diese tiefe Aufstellung der Mittelartillerie bot guten Schutz für die Geschütze und erlaubte eine zahlreichere Aufstellung. Sie wurde auch bei allen Panzerkreuzern beibehalten, der Einsatz war jedoch bei Seegang erheblich behindert. Alle Geschütze in den Kasematten hatten einen separaten Munitionsaufzug, auch in den „Doppeldecker“-Kasematten. Die Bug- und Heckgeschütze wurden allerdings über nur einen Aufzug mit Munition versorgt. Neben den sechzehn 152-mm-Kanonen erhielten die Kreuzer vierzehn 12-pdr-(76-mm)-Schnellfeuergeschütze zur Torpedobootsabwehr, drei 3-pdr-(47-mm)-Hotchkisskanonen und zwei britische 18-Zoll-(450-mm)-Unterwasser-Torpedorohre.
Die Diadem-Klasse sollte wie die vorangehende Powerful-Klasse vorrangig dem Handelsschutz dienen. Sie erhielten daher auch alle eine Ummantelung des Stahlrumpfes mit Holz und Kupfer zur Verbesserung eines Einsatzes in den Tropen. Sie waren eine kostengünstigere Variante der Powerfuls. Durch die verminderte Maschinenleistung und Geschwindigkeit, die geringere Panzerung und den Verzicht auf die schweren Geschütze reduzierte man die Kosten pro Schiff um etwa 15 %. Dazu war der Unterhalt mit der kleineren Besatzung günstiger. Mit acht Schiffen war die Diadem-Klasse relativ bedeutend, ihr Nutzen allerdings umstritten. Insbesondere der Verzicht auf stärkere Bewaffnung der sehr großen Schiffe und die nur durchschnittliche Geschwindigkeit wurden kritisiert. Auch der geringe Schutz der Geschütze mit den besten Schussfeldern wurde bemängelt.
Überraschenderweise war die Ausstattung mit den damals neuen Belleville-Kesseln relativ problemlos, auch wenn die Verwendung eines französischen Kesseltyps ständig diskutiert wurde. Die Wartung und der Kohlenverbrauch der Röhrenkessel wurden als zu teuer angesehen. Eine Fahrt der Diadem im Dezember 1898 in 69 Stunden von Gibraltar zur Nore mit durchschnittlich 19,27 kn galt der Regierung als Beweis der Zuverlässigkeit des Kesseltyps. Allerdings musste Diadem bereits 1902 neue Kessel erhalten.
Die Vibrationen im Antrieb der ersten Schiffe führten zu einer Änderung der Maschinenräume bei den jeweils zweiten Schiffen der Bauwerften, die alle auch eine um 1500 PSi höhere Maschinenleistung erhielten. Alle Schiffe übertrafen bei ihren Tests die geforderten Geschwindigkeitsleistungen, wobei die Europa mit 20,4 kn die geringste und Ariadne mit 21,5 kn die beste Leistung erzielte. Anfangs hatten die Europa und später die Niobe relativ häufig Antriebsprobleme.

## Einsatzgeschichte
Die Kreuzer der Diadem-Klasse dienten meist in den Heimatgewässern, aber es gab auch Stationierungen auf der China Station, bei der Mittelmeerflotte und in der Karibik.
Am 20. Oktober 1899 lief die Niobe als Teil der angeforderten Verstärkungen nach Südafrika aus, wo sie am 25. November eintraf. Am 4. Dezember 1899 unterstützte sie in St. Helena Bay die Rettung der Truppen vom am St Columbine Point aufgelaufenen Dampfer Ismore. Bis zum 23. August 1900 blieb die Niobe am Kap stationiert.
Die Argonaut kam 1900 in Chatham für die China Station bis Juli 1904 in Dienst. Ihr folgten noch auf dieser Station Amphitrite von April 1903 bis 1905 und Diadem von 1905 bis 1907.
Als Kreuzer der Channel Squadron begleiteten Diadem und Niobe ab März 1901 die Yacht Ophir mit dem Thronfolger von Portsmouth bis Gibraltar auf der Ausreise nach Australien und wieder ab São Vicente (Kap Verde) auf der Rückreise nach Kanada und in die Heimat. In Gibraltar übernahm die im Mittelmeer stationierte HMS Andromeda zusammen mit der Diana die Betreuung, um sie in Colombo (?) an HMS St.George und Juno abzugeben. Bei der Mittelmeerflotte tat später auch noch die Diadem Dienst.
Die HMS Ariadne ging 1902 als Flaggschiff auf die North America and West Indies Station, wo sie bis Mitte 1905 blieb.
Zu den wenigen Auslandsstationierungen kamen noch Reisen einzelner Schiffen mit Austauschbesatzungen zu den Auslandsstationen, wie etwa die der Europa 1900 bis Australien oder der Spartiate noch 1912 nach China. Ab 1906 waren die Kreuzer zu diesen Aufgaben und bei Manövern der Reserve aktiv. Dazu wurden sie zunehmend als stationäre Ausbildungsschiffe eingesetzt.
Die bis 1956 vorhandene Andromeda wurde Schiffsjungenschulschiff in Devonport, am 23. September 1913 in Powerful II und im November 1919 in Impregnable II umbenannt. Sie wurde dann Teil der Torpedoschule, am 20. Januar 1931 in Defiance nochmals umbenannt und erst 1956 abgebrochen. Auch der erst 1932 erfolgte Abbruch der Spartiate ist auf den Einsatz im Trainingszentrum Plymouth, ab 1915 unter dem Namen Fisgard, zurückzuführen.

### Kreuzer der kanadischen Marine

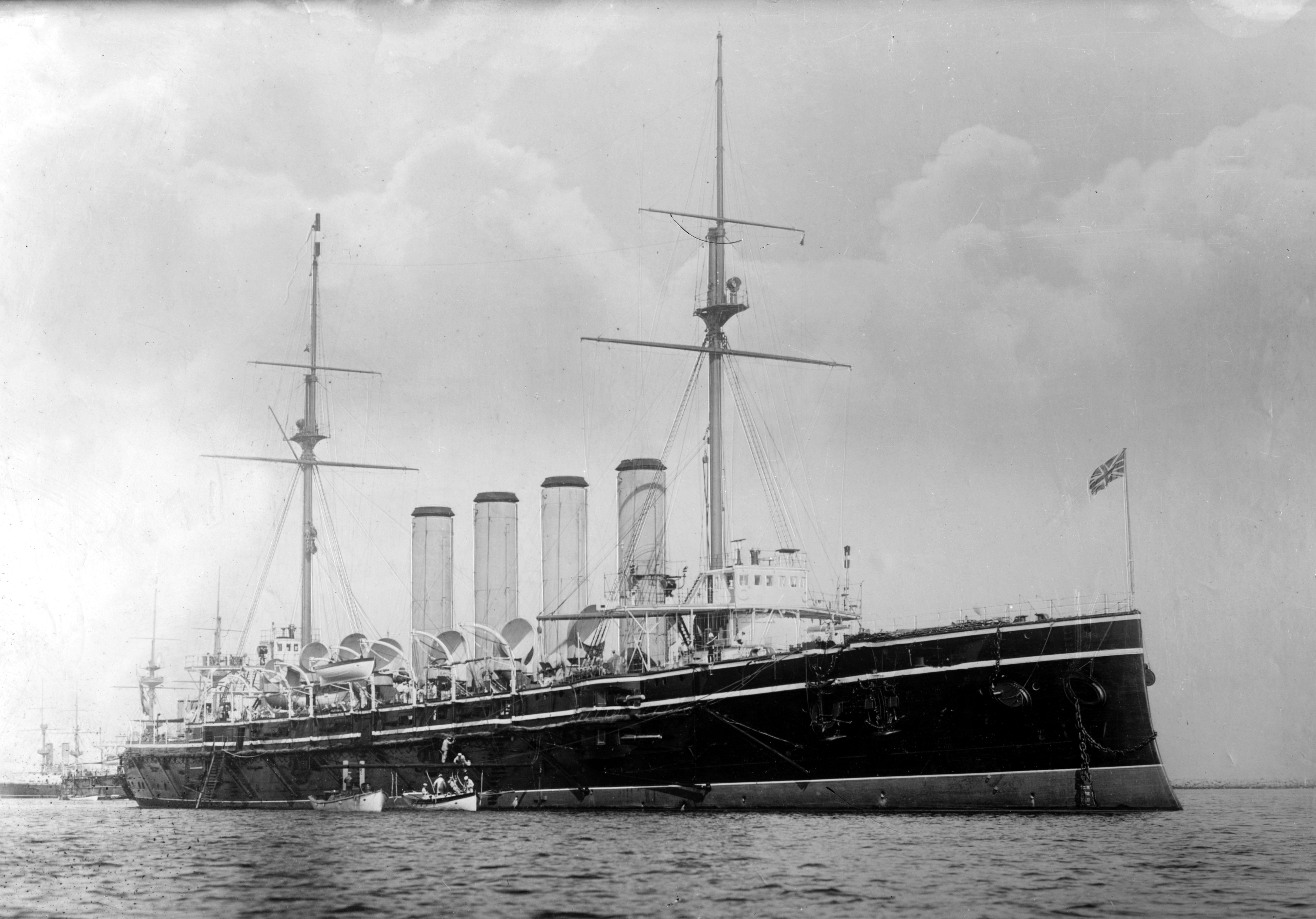
HMCS Niobe

Die Entscheidung, in den größeren Commonwealth-Staaten eigene Marinen aufzubauen, führte 1910 zum Verkauf der Niobe und der Rainbow an die neugegründete Royal Canadian Navy. Sie gilt als deren erstes Schiff. Sie stellte am 6. September 1910 in Devonport in Dienst und erreichte Halifax am 21. Oktober. Rainbow stellte zwar schon am 4. August 1910 in Portsmouth in Dienst, wurde aber erst mit dem Eintreffen in Esquimalt am 7. November ein kanadisches Schiff.
In der Nacht vom 30. auf den 31. 1911 lief die Niobe vor Sable Island, Nova Scotia, auf Grund. Mit Unterstützung der Cornwall, die dabei auch kurz auflief, und der Flut kam die Niobe zwar frei, aber die Reparaturen dauerten 18 Monaten und die Höchstgeschwindigkeit des Kreuzers war dauerhaft herabgesetzt. Sie tat weiter Dienst als Ausbildungsschiff.

### Kriegseinsatz
Nur drei Schiffe der Diadem-Klasse kamen bei Kriegsausbruch wieder in den aktiven Dienst; die großen Schiffe waren zu personalaufwendig und zu wenig kampfkräftig, um sinnvoll eingesetzt zu werden. Die Europa, Argonaut und Amphitrite kamen zum 9. Kreuzergeschwader, das als Cruiser Force I den östlichen Nordatlantik etwa ab der Nordwestecke Spaniens bei Cap Finisterre bis zu den Azoren und Madeira überwachen sollte. Basis des Geschwaders sollte Gibraltar werden. Am 4. August 1914 lief der als Geschwaderchef wieder aktivierte Konteradmiral John de Robeck mit Vindictive als Geschwaderflaggschiff und Highflyer aus Plymouth aus. Bereits auf dem Anmarsch brachten die Kreuzer etliche deutsche Schiffe auf, die sie zum Teil zurückbegleiteten. Argonaut und Challenger folgten als nächste Kreuzer, dann noch Europa und Amphitrite. Noch im August wurde die Minerva vom 11. Kreuzergeschwader nach Gibraltar abgegeben.
Im November übernahm de Robeck die Führung eines neu gebildeten Geschwaders vor der westafrikanischen Küste mit der aus dem Mittelmeer kommenden Warrior als Flaggschiff, der Black Prince, der Donegal und der Highflyer, die sich am 12. November vor Sierra Leone versammelten. Die alten Kreuzer blieben im Norden zurück. Das als zusätzliche Sicherung gegen das Geschwader Spee aufgestellte Sierra-Leone-Geschwader wurde jedoch bald wieder aufgelöst und die Panzerkreuzer in die Heimat entlassen. Die Europa wurde jetzt bis zum Februar 1915 de Robecks Flaggschiff auf der Finisterre Station. Admiral de Robeck wurde dem Oberkommandierenden der Mittelmeerflotte als Stellvertreter zugeteilt und sollte den Vorstoß durch die Dardanellen vorbereiten. Sein ehemaliges Flaggschiff Europa geleitete Transporter in den Einsatzraum. Sie blieb dann bis zum Ende des Krieges mit der Türkei in Mudros als Arbeitsschiff für die Stäbe. Argonaut und Amphitrite kehrten bis zum Sommer in die Heimat zurück, da keine deutschen Kreuzer oder Hilfskreuzer im Atlantik aktiv waren.
Die jetzt kanadische HMCS Niobe schloss sich nach dem Kriegsbeginn der 4. Kreuzerdivision der Royal Navy auf der North America and West Indies Station an. Sie versuchte, deutsche Schiffe vor der US-amerikanischen Küste aufzubringen. Nach einem Jahr Einsatzzeit wurde das ziemlich verbrauchte Schiff am 6. September 1915 in Halifax außer Dienst gestellt. Es diente in der Folgezeit als stationäres Ausbildungsschiff. Bei der großen Halifax-Explosion 1917 wurde sie schwer beschädigt und auf ihr starben etliche Besatzungsangehörige. Das beschädigte Schiff wurde bis 1920 weiter genutzt, ehe es endgültig außer Dienst gestellt und zum Abbruch verkauft wurde, der 1922 in Philadelphia erfolgte.

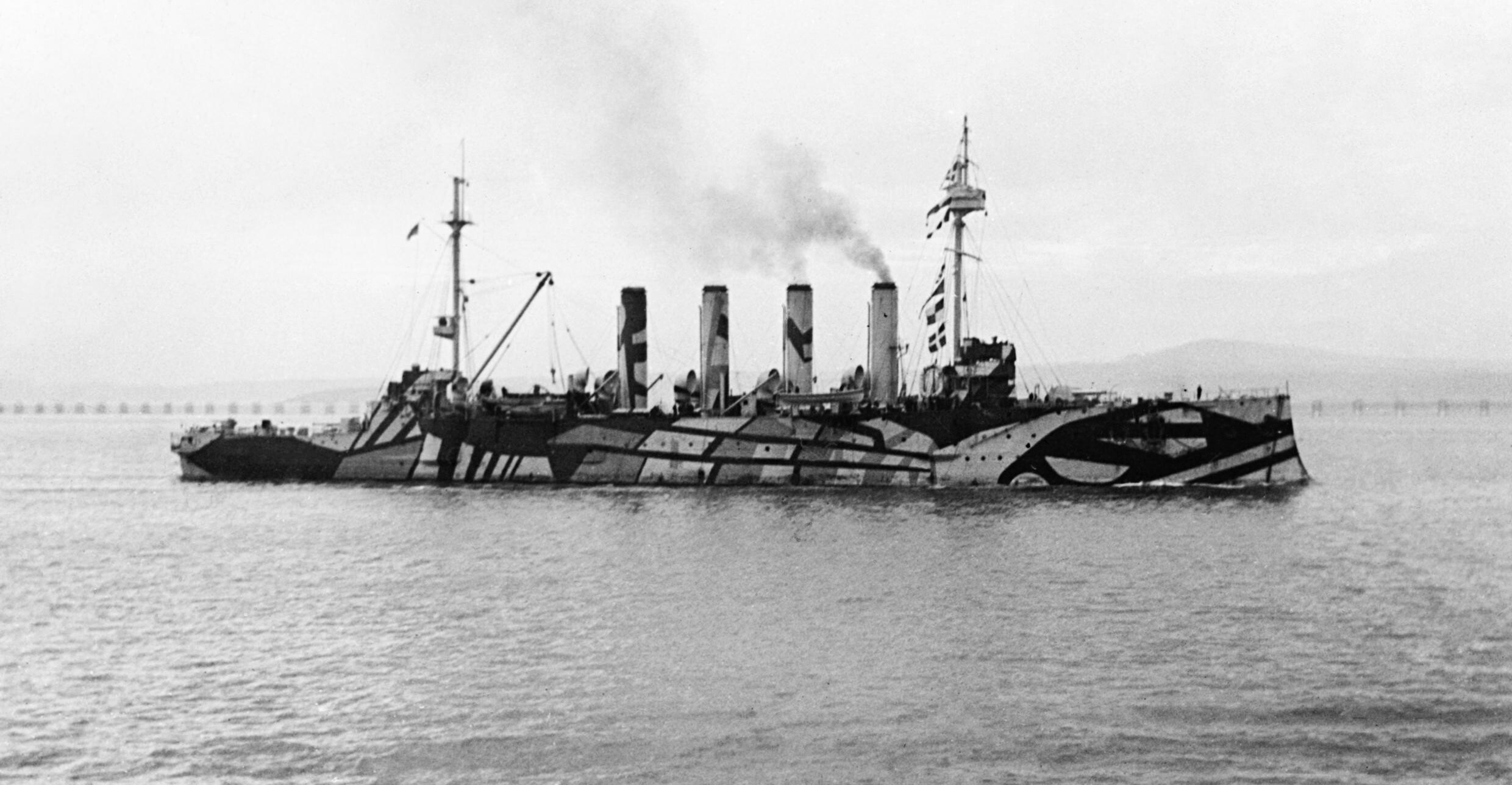
Die Amphitrite mit Tarnanstrich

1917 baute man Amphitrite und Ariadne zu Minenlegern um, da man die Minensperren am Kanal vor allem gegen U-Boote verstärken wollte. Die Bewaffnung wurde auf vier 152-mm-Geschütze und ein 76-mm-(12-pdr)-Luftabwehrgeschütz reduziert. Dazu war Platz für 354 Minen.
Die Ariadne wurde der einzige Kriegsverlust der Klasse, als sie am 26. Juli 1917 vor Beachy Head sank, nachdem sie vom deutschen U-Boot UC 65 unter Otto Steinbrinck torpediert worden war. Beim Untergang starben 38 Mann der Besatzung.
Die Amphitrite kollidierte am 8. September 1918 mit dem Zerstörer Nessus der Admiralty-M-Klasse, der sofort sank.

## Die Kreuzer der Diadem-Klasse
| Name       | Bauwerft                            | Kiellegung | Stapellauf | Indienststellung | Einsatzgeschichte |
| ---------- | ----------------------------------- | ---------- | ---------- | ---------------- | --- |
| Diadem     | Fairfield, Govan, BauN°390          | 23.01.1896 | 21.10.1896 | 19.07.1898       | 1899 Channel Squadron, März 1901 Begleitung der Yacht Ophir mit dem Thronfolger von Portsmouth bis Gibraltar, wieder ab São Vicente (Kap Verde) nach Kanada und in die Heimat, Oktober 1903 Mittelmeer, 1905 bis 1907 China Station, April 1909 4. Division, Home Fleet, in Portsmouth 1914 Heizerschulschiff, Oktober 1915 außer Dienst, Januar 1918 wieder Heizerschulschiff, 9. Mai 1921 zum Abbruch nach Morecambe verkauft                               |
| Niobe      | Vickers Ltd., Barrow BauN°248       | 16.12.1895 | 20.02.1897 | 6.12.1898        | Oktober 1899 Verlegung nach Südafrika, April 1900 Transport von gefangenen Buren nach St. Helena, März 1901 Begleitung der Yacht Ophir mit dem Thronfolger von Portsmouth bis Gibraltar (Colombo?), wieder ab São Vicente (Kap Verde) nach Kanada und in die Heimat, 1910 nach Kanada verkauft, 1914 North America and West Indies Station, Oktober 1915 Depotschiff in Halifax, 6. Dezember 1917 bei Halifax-Explosion beschädigt, 1922 zum Abbruch verkauft |
| Andromeda  | Pembroke Dockyard                   | 2.12.1895  | 30.04.1897 | 5.09.1899        | März, April 1901 Begleitung der Yacht Ophir mit dem Thronfolger von Gibraltar bis Malta(Port Said?), Reserve in Chatham, 23. September 1913 Schiffsjungenschulschiff Powerful II in Devonport, November 1919 umbenannt in Impregnable II, 20. Januar 1931 HMS Defiance als Teil der Torpedoschule, 1956 Abbruch in Belgien |
| Europa     | J.&G. Thompson, Clydebank, BauN°293 | 10.02.1896 | 20.03.1897 | 23.11.1899       | 1899 im Flottenmanöver eines der ersten Schiffe mit Funk, 1900 mit Ablösungsmannschaften nach Australien, 1914 9. Kreuzergeschwader, Juli 1915 nach Mudros als stationäres Flaggschiff, 15. September 1920 zum Umbau, dann zum Abbruch nach Genua verkauft |
| Argonaut   | Fairfield, BauN°398                 | 23.11.1896 | 24.01.1898 | 19.04.1900       | Juli 1900 bis Juli 1904 China Station, Juni 1907 Home fleet, April 1909 4. Division, Home Fleet in Portsmouth, April 1912 Schulschiff für Heizer, 1914 9. Kreuzergeschwadern nach Gibraltar, 1915 Lazarettschiff in Portsmouth, 1918 Wohnschiff, 18. Mai 1920 zum Abbruch an Ward in Milford Haven verkauft, 4. September 1921 dort eingetroffen |
| Amphitrite | Vickers, Barrow,BauN°258            | 8.12.1896  | 5.01.1898  | 17.09.1901       | April 1903 bis 1905 China Station, Dezember 1907 Home Fleet, April 1909 4. Division, Home Fleet in Plymouth, April 1911 Schulschiff für Heizer in Devonport, 1914 bis Juni 1915 9. Kreuzergeschwader, 1917 Umbau zum Minenleger für das Nore Command, 12. April 1920 zum Abbruch verkauft |
| Ariadne    | J.&G. Thompson, Clydebank, BauN°303 | 29.10.1896 | 22.04.1898 | 5.06.1902        | 1902 bis Juli 1905 Flaggschiff der North America and West Indies Squadron, April 1909 4. Division, Home Fleet in Portsmouth, seit März 1913 Heizerschulschiff in Portsmouth, März 1917 Umbau zum Minenleger für das Nore Command, 26. Juli 1917 vor Beachy Head durch UC 65 torpediert und versenkt, 38 Tote |
| Spartiate  | Pembroke Dockyard                   | 10.05.1897 | 27.10.1898 | 17.03.1903       | 1906 Home Fleet (begleitet Eduard VII. nach Cherbourg), 1912 mit Ablösungsmannschaften nach China, 1914 Heizerschulschiff in Portsmouth, Juni 1915 umbenannt in Fisgard, 1932 zum Abbruch verkauft |